# Pujada Bay Protected Seascape
Das Naturschutzgebiet Pujada Bay Protected Seascape wurde am 31. Juli 1994 unter der Präsidenten-Erklärung 431 proklamiert. Es liegt in der Provinz Davao Oriental im Südosten der Insel Mindanao auf den Philippinen, ca. 165 km östlich von Davao City. Die Pujada Bay Protected Seascape umfasst ein Gebiet von 21.200 Hektar und erstreckt sich entlang der Küstenlinie der Pujada-Bucht.
Das Küstengebiet im Norden und Westen der Pujada-Bucht wird als hügelig bis gebirgig beschrieben, der östliche Teil ist Flachland bis auf den südlichen Teil der Guang-Guang-Halbinsel, die als flachwellig bis hügelig beschrieben wird. Das Gebiet um die Pujada Bucht gehört zu Klimatyp IV und besitzt keine ausgesprochenen Trocken- oder Regenperioden. Das Gebiet liegt außerhalb des pazifischen Taifungürtels. 
In die Bucht münden viele von den Bergen herabfließende Bäche, von denen die größten der Catmonan-, Dawan-, Dilaon-, Mati-, Matiao- und der Guang-Guang-Bach sind. 
In den zum Naturschutzgebiet gehörenden Gewässern wurden insgesamt 25 Arten von Korallen gefunden. Von den in den Philippinen vorkommenden 16 Arten von Seegras wurden allein 9 Arten in der Pujada-Bucht gefunden. Das Schutzgebiet hat große Bestände an Mangrovenwäldern, die sich über 850 Hektar der Küstenlinie erstrecken.

## Quelle
- Publikation des Department of Environment and Natural Resources, Republic of the Philippines: Pujada Bay Protected Seascape. (englisch, online [abgerufen am 9. April 2012]).